# Rojnići
Rojnići is een plaats in de gemeente Barban in de Kroatische provincie Istrië. De plaats telt 48 inwoners (2001).